# Aloe crassifolia
Aloe crassifolia é uma espécie de liliopsida do gênero Aloe, pertencente à família Asphodelaceae.